# Per l'invalido
Per l'invalido,  (in greco antico: Πρὸς τὴν εἰσαγγελίαν περὶ τοῦ μὴ δίδοσθαι τῷ ἀδυνάτῳ ἀργύριον?), è una celebre orazione di Lisia (la ventiquattresima orazione del Corpus Lysiacum), pronunciata ad Atene davanti alla Boulé probabilmente intorno al 403 a.C.
Scopo dell'opera è la difesa di un cittadino invalido ateniese accusato di non essere inabile, né povero e perciò immeritevole del sussidio di invalidità che aveva ottenuto tempo addietro.

## Trama

### Esordio (προοίμιον): paragrafi 1-3
L'invalido afferma di non avere mai avuto a che fare con il suo avversario che, a suo dire, lo accusa solamente per invidia.

### Narratioe dimostrazione (διήγησις e ἀπόδειξις): paragrafi 4-20
Vengono presentate le accuse e immediatamente confutate:
| Accuse                                                                    | Confutazioni |
| ------------------------------------------------------------------------- | --- |
| L'invalido non è in realtà tale dal momento che sa montare a cavallo.     | L'imputato cavalca solo per la necessità di svolgere il suo lavoro, utilizzando tra l'altro cavalli altrui.                                                      |
| L'invalido esercita un mestiere redditizio e frequenta persone facoltose. | Gli introiti provenienti dal lavoro dell'invalido sono esigui e non gli permettono di procurarsi una cavalcatura propria né uno schiavo che lo aiuti nel lavoro. |
| L'invalido è arrogante, violento e prepotente.                            | L'accusato è un anziano povero e disabile, sicuramente incapace di essere prepotente.                                                                            |
| Nella bottega dell'invalido si radunano loschi individui.                 | Se quest'accusa fosse una colpa, dovrebbero essere condannati i moltissimi ateniesi le cui botteghe sono frequentate da persone di ogni tipo.                    |

### Perorazione (ἐπίλογος): paragrafi 21-27
L'invalido invita i giudici a non privarlo del suo sussidio, infatti il suo comportamento è stato sempre ineccepibile e così inoltre il suo accusatore imparerà a non comportarsi più con prepotenza con i più deboli. 

## Strategie difensive
La difesa dell'imputato è abile: discredita l'accusatore, mette in buona luce se stesso e cerca di coinvolgere i giudici.
L'avversario è presentato come malvagio, invidioso, falso, impronto, di cattivo gusto nel linguaggio adoperato e scarsamente intelligente. E la grande scaltrezza emerge nel cogliere, mentre viene denigrato l'avversario, un'occasione per accennare per contrasto alle proprie doti. Si veda ad esempio il seguente passo:
(§ 3, traduzione di Enrico Medda)
L'invalido si presenta come appartenente a una classe, quella di "coloro che hanno una disgrazia" (in greco antico: ἔχοντές τι δυστύχημα?, èchontes ti dustúchēma [§ 10]), quella degli "uomini poveri che si trovano in uno stato di completa indigenza" (in greco antico: πενόμενοι καὶ λίαν ἀπόρως διακείμενοι?, penómenoi kái lían apórōs diakéimenoi [§ 16]) e ciò gli permette di portare avanti argomentazioni semplici, persino ovvie e proprio per questo efficaci, in un fine quadro della condizione dei disgraziati: gli invalidi rimediano all'infermità fisica con la qualità d'animo, i poveri e i deboli si astengono dalla tracotanza e chiedono compassione. Allo stesso tempo però, pur essendo esponente di queste categorie e comportandosi da tale, l'imputato si presenta anche come portatore di caratteristiche individuali che lo distinguono, quali sagacia, senso d'umorismo, originalità.
L'attenzione dei giudici viene tenuta sempre viva con diverse soluzioni. Vengono chiamati in causa in modo persuasivo, come quando sono annoverati tra "coloro che giudicano saggiamente" (in greco antico: οἱ εὖ φρονοῦντες?, oi êu fronôuntes [§ 10]), o in modo brusco e semiserio, come nel paragrafo 20 con riferimenti alle abitudini degli ateniesi, ne viene sollecitata con discrezione la pietà ai paragrafi 8 e 23, vengono adulati, come nel paragrafo 7 dove sono definiti "misericordiosissimi" (in greco antico: ἐλεημονέστατοι?, eleēmonéstatoi) o nel paragrafo 27 in cui si allude al loro amore della giustizia. Così facendo, con un'astuta captatio benevolentiae, i giudici non possono che rimanere legati alla causa, essere portati a simpatizzare per l'imputato e propendere infine per un voto favorevole.
È interessante notare anche che la difesa si imposta sulla messa in evidenza di ciò che l'imputato non ha: non ha ricevuto un'eredità, non ha figli, non ha un lavoro redditizio, non ha la salute, non può permettersi un servo.

## Stile dell'orazione
Tipicamente lisiano, lo stile è chiaro, semplice e scarno, capace di essere emotivamente coinvolgente. Il linguaggio di livello medio appartiene al registro della conversazione quotidiana urbana, caratterizzato anche da iati, anacoluti, l'uso dello iòta deiktikòn, la semplicità dei nessi di congiunzione e specificazioni molto frequenti attraverso la ripetizione di dimostrativi. Tuttavia si incontrano talvolta anche alcuni abbellimenti di una forma letteraria ornata che non deve stupire data la normale e comprensibile ricerca di un minimo di eleganza davanti ai giudici.
Altra caratteristica lisiana che bene emerge in questa orazione è la capacità elevata di penetrazione psicologica (in greco antico: ἠθοποιΐα?, ēthopoiḯa): Lisia è bravo nell'immedesimarsi nel suo cliente adattando il discorso al temperamento dell'imputato che avrebbe dovuto pronunciarlo.
È da sottolineare anche un'importante vena di umorismo e ironia che attraversa l'orazione. Lisia mette in ridicolo le ragioni dell'avversario ricorrendo alla reductio ad absurdum con boutade che probabilmente avranno strappato un sorriso agli uditori, come l'allusione paradossale dell'invalido a una sua candidatura all'arcontato in caso di negazione della sua disabilità (§ 13) o ancora il paragone tra l'andare a cavallo e il camminare su due bastoni (§ 12). Occorre puntualizzare però che l'humour non diventa mai goffaggine, non si avvertono stridori e l'orazione mantiene sempre la sua armonia in una sapiente fusione di serio e di faceto.

## Esito del processo
Non si può osare affermare che l'imputato avesse ragione e probabilmente al suo cliente non avrà creduto troppo nemmeno lo stesso Lisia capace di sorridere mimeticamente alle spalle di tutti, imputato compreso. Non sappiamo poi con certezza quale sia stato l'esito del processo, ma dal momento che non erano previsti dalla procedura interventi di esperti che appurassero la reale situazione finanziaria e di salute, possiamo supporre un verdetto finale a favore dell'imputato. Ad immaginare  questo esito fanno propendere anche il fatto che un successo di un "povero" su un "ricco" si sarebbe ben inserito nel clima ultrademocratico dell'Atene di quel periodo e il fatto che la revoca da parte della Boulé del sussidio che essa stessa aveva concesso sarebbe stata un'implicita ammissione di colpa con conseguente discredito dell'organo politico.

## Platone e Lisia
Il rapporto di reciproca conoscenza e frequentazione tra Lisia e Platone emerge chiaramente da alcuni testi del filosofo (come da La Repubblica ambientata nella casa del padre del logografo o dal Fedro in cui un discorso lisiano viene esaminato da Socrate), mentre solitamente, per la natura delle opere lisiane, è difficile riscontrare nell'oratore chiari riferimenti a Platone. Tuttavia secondo Elena Colla la XXIV orazione lisiana potrebbe rappresentare un punto di contatto con l'opera platonica del Filebo.
L'analisi prende avvio dall'inattesa presenza al primo paragrafo del termine φθόνος (fthόnos) per indicare l'invidia, dell'accusatore nei confronti dell'imputato: come nota la Colla, a tale termine nella cultura greca era spesso associato il riso (specie di scherno) e difatti nel Filebo platonico, nel momento in cui Socrate deve spiegare a Protarco la doppia natura dello φθόνος, viene istituito un ragionamento sulla commedia e sugli aspetti da cui il ridicolo trae origine. Secondo Platone chi invidia prova piacere per i mali dei vicini che sono ora ridicoli, ma poiché è ingiusto ridere di amici e vicini, ecco spiegata la doppia natura dell'invidia: al contempo piacere, perché ridiamo, e dolore, perché compiere un'azione ingiusta (quale appunto ridere di amici e vicini) provoca dolore in quanto è un male per l'anima.
Ora può iniziare il confronto con Lisia. Innanzitutto è innegabile una spettacolarità dei processi, soprattutto ad Atene, che li avvicina molto al teatro. Analizzando poi in particolare questa orazione si può notare che dalle parole dell'imputato emerge una ricostruzione dei fatti molto simile a quella da cui scaturisce il comico secondo Platone: l'accusatore cita in giudizio per invidia l'avversario, che (almeno apparentemente) invalido, vecchio e debole non è in grado di potersi difendere, perciò l'intera causa nasce dal desiderio di prendere in giro l'imputato, metterlo sotto una luce comica (in greco antico: κωμοδεῖν?, kōmodêin [§ 18]).
Ma anche le ragioni dell'accusatore possono essere accostate alle riflessioni platoniche: egli afferma che l'invalido mente riguardo a condizioni economiche e fisiche e riguardo al suo carattere; sarebbe quindi un falso e millantatore e il κωμοδεῖν sarebbe il mezzo tramite cui smascherarlo e la funzione del comico come smascheramento è individuabile anche nel Filebo.
Inoltre attraverso l'arma del riso vengono eluse le argomentazioni dell'accusatore, il quale viene schernito fino a dubitare della serietà della sua azione giuridica.
Oltre alla lettura del Filebo da parte di Lisia, la Colla prende in considerazione anche l'ipotesi contraria e cioè che sia stato Platone a tenere in considerazione l'orazione Per l'invalido nella scrittura del suo dialogo. A supporto di questa tesi starebbe il fatto che Per l'invalido potrebbe essere considerato un mimo (con cui condivide motivi topici come la lamentazione della condizione economica e dell'età avanzata, l'uso di proverbi popolari e la trattazione comica della realtà quotidiana), genere molto apprezzato insieme alla commedia da Platone.
Queste considerazioni sfociano in due possibili soluzioni conclusive prospettate dalla Colla: o Lisia scrive questa orazione (oppure ne rielabora una precedente) in età molto avanzata polemizzando scherzosamente con Platone, e ciò comporterebbe anticipare di almeno una decina d'anni la data di composizione del Filebo (oppure quantomeno supporne una precedente versione orale non esoterica) o, mettendo in dubbio la paternità lisiana dell'orazione, quest'ultima sarebbe d'epoca successiva a Platone, degli anni immediatamente successivi al Filebo.

## Valore dell'orazione
Come pezzo letterario l'orazione è indubbiamente di grande valore tant'è che persino i critici che la definirono un esercizio di pratica retorica (in greco antico: μελέτη?, melétē) le riconoscevano dei pregi. Sorvolando sulle sottigliezze dell'arte della difesa e dell'attacco, l'orazione risulta un piacevole divertissement condotto con raffinata tecnica retorica. Ma l'opera lisiana ha anche un valore come fonte utile alla conoscenza della vita quotidiana dell'Atene di quegli anni, grazie ad alcuni dettagli come gli accenni agli sfaccendati nelle botteghe, i sicofanti pronti alla delazione e i nostalgici del regime oligarchico.

## Curiosità sull'orazione
Ci si è domandati come una persona tanto povera, quale l'invalido dichiara essere, potesse permettersi di ricorrere per la propria difesa ad una figura di spicco nel panorama oratorio come Lisia, i cui onorari non erano di certo a buon mercato. Due sono le possibili spiegazioni: la prima sostiene che Lisia, in presenza di una causa che lo interessasse, prestasse servizio gratuito a imputati privi di risorse; la seconda mette in dubbio la reale povertà dell'imputato che potrebbe essere stata ingigantita.